# آسپندیل گاردنز
آسپندیل گاردنز (به انگلیسی: Aspendale Gardens) یک حومه شهر در استرالیا است که در ویکتوریا (استرالیا) واقع شده‌است.